# Scandiano
Scandiano – miejscowość i gmina we Włoszech, w regionie Emilia-Romania, w prowincji Reggio Emilia.
Według danych na rok 2004 gminę zamieszkiwały 22 843 osoby, 466,2 os./km².

## Współpraca
Miejscowości partnerskie:
- Almansa, Hiszpania
- Blansko, Czechy
- Tubize, Belgia